# Megarcys signata
Megarcys signata és una espècie d'insecte plecòpter pertanyent a la família dels perlòdids.

## Hàbitat
En el seu estadi immadur és aquàtic i viu a l'aigua dolça, mentre que com a adult és terrestre i volador.

## Distribució geogràfica
Es troba a Nord-amèrica: el Canadà (la Colúmbia Britànica, el Territoris del Nord-oest i el Yukon) i els Estats Units (Alaska, Colorado, Idaho, Montana, Nou Mèxic, Nevada, Utah i Wyoming), incloent-hi les muntanyes Rocoses, la serralada de les Cascades i les muntanyes de la Costa.